# Teatro comunale (Crevalcore)

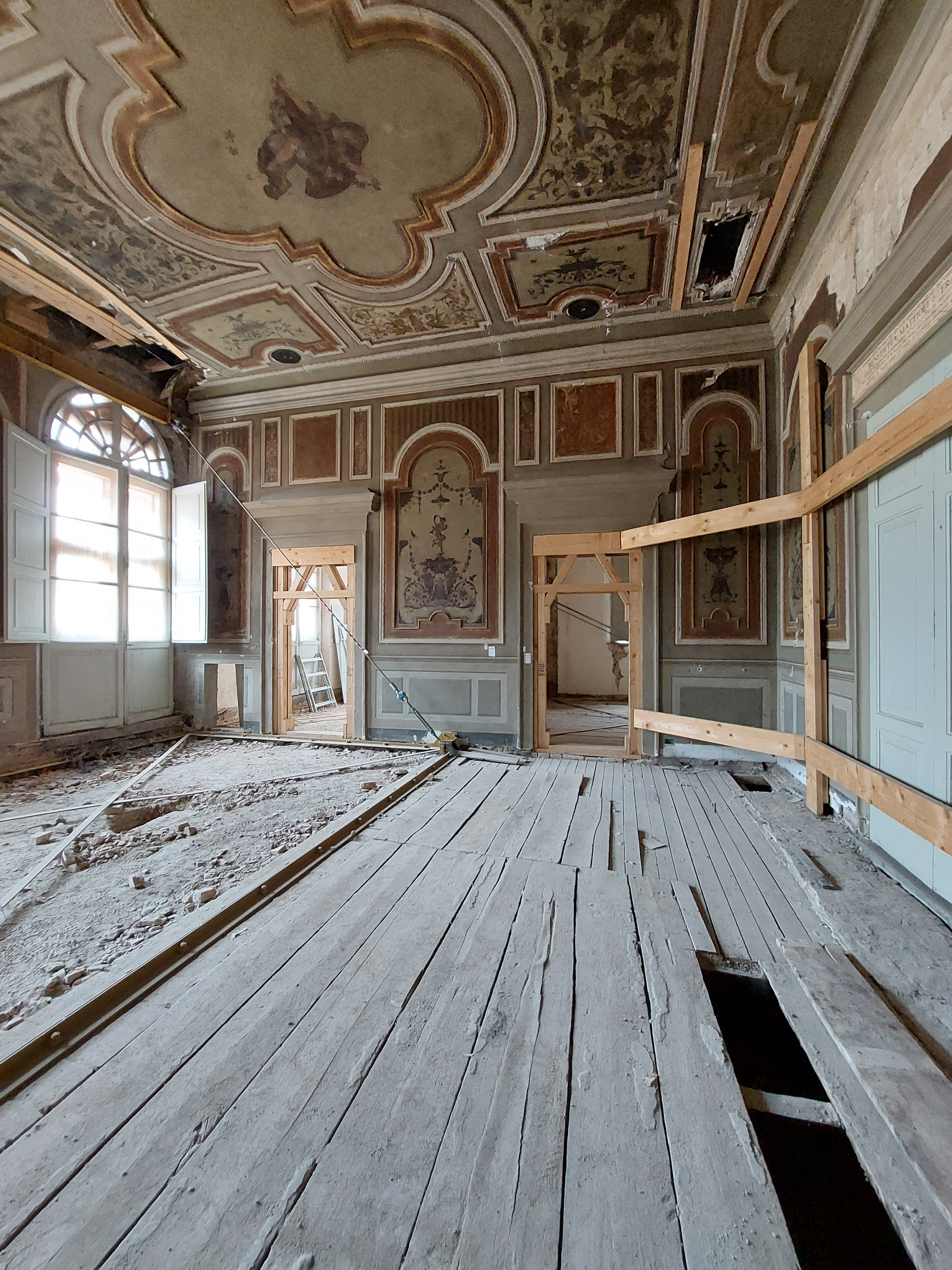
Il foyer al primo piano durante i lavori di recupero (maggio 2022)

Il Teatro comunale è un teatro situato a Crevalcore, nella città metropolitana di Bologna.
Situato a metà strada tra Porta Bologna e la chiesa di San Silvestro, il teatro comunale fu edificato su progetto dell'ingegnere Antonio Giordani e inaugurato nel 1881. L'interno è stato decorato dal pittore crevalcorese Gaetano Lodi (1830-1886), ornatista di corte dei Savoia, con motivi floreali; è soprattutto notevole il plafond della sala. Nell'atrio sono visibili un busto del Lodi e gli stemmi di alcune antiche famiglie crevalcoresi. Il sipario è opera del pittore e scenografo bolognese Raffaele Faccioli: rappresenta Marcello Malpighi alla corte del Granduca Leopoldo II di Toscana; intorno, i ritratti a medaglione monocromi di crevalcoresi illustri.

## Storia

### Le origini: l'Accademia degli Indifferenti Risoluti
La storia dell'antico teatro di Crevalcore è indissolubilmente legata alle vicende dell'Accademia degli Indifferenti Risoluti di cui abbiamo notizie fin dal 1648. Nel 1673 la gioventù del castello presentò al Consiglio un memoriale per sollecitare il massaro a concedere un luogo ove si possano fare commedie (fino ad allora i virtuosi avevano potuto cimentarsi soltanto presso la residenza di qualche mecenate). In tempi successivi il Consiglio, accondiscese alla richiesta degli accademici e fu così montata, al primo piano del vecchio palazzo comunale, una struttura in legno, la quale tuttavia rivelò ben presto segni di deperimento e inadeguatezza. Gli accademici si offrirono di risanare l'intero impianto a loro spese, chiedendone in cambio l'esclusivo uso. L'accordo con il Comune fu raggiunto nel 1726. Per la stesura del progetto fu interpellato Ferdinando Galli Bibiena e in pratica tale progetto fu eseguito dal suo allievo Giacomo Monari. Il piccolo teatro era in legno, aveva tre ordini di palchi con riporti in stucco per ornamento. Sicuramente vi si fecero rappresentazioni nel carnevale del 1729, ma solo dal 1758 le notizie s'infittiscono: quell'anno furono rappresentate due commedie di Carlo Goldoni: La Castalda e L'avaro geloso. L'anno successivo gli accademici affidarono al pittore Angelo Sarti il compito di corredare il teatro di nuove scene, di cui si servirono per rappresentare nel corso del carnevale altre commedie di Goldoni. L'Accademia preferiva gli spettacoli ove dominassero lo svago e il trattenimento mondano, poi gli spettacoli dati dalla gioventù cominciarono a diradarsi. Per mancanza di fondi l'Accademia concesse sempre più spesso il teatro ad altre compagnie, a privati per le feste da ballo, a marionettisti e burattinai. Infine le soppressioni in epoca napoleonica cancellarono anche l'Accademia crevalcorese. Il piccolo teatro era ormai in uno stato assai precario; fu riparato un'ultima volta nel 1859, infine se ne decretò l'abbattimento nel dicembre 1866.

### Il nuovo teatro comunale
Furono presi in esame due progetti per edificare il nuovo teatro: uno dell'architetto Antonio Cipolla e l'altro dell'ingegnere Luigi Ceschi, dapprima preferito, poi anch'esso accantonato. Il progetto prevedeva tre ordini di gallerie aperte e sovrapposte alla francese, che se non compromettevano la buona visibilità e l'acustica, privavano i palchettisti di quella intimità consentita nei teatri di tradizione italiana. Si affidò allora il compito di redigere un nuovo progetto a Fortunato Lodi, che lo presentò tra il 1870 ed il 1871. Su proposta dello stesso Lodi si decise di costruire il teatro non più nella residenza municipale, ma sul corso principale, creando così un edificio autonomo. Anche questo progetto fu però accantonato; benché minuzioso ed assai pregevole, preventivava una spesa eccessiva.

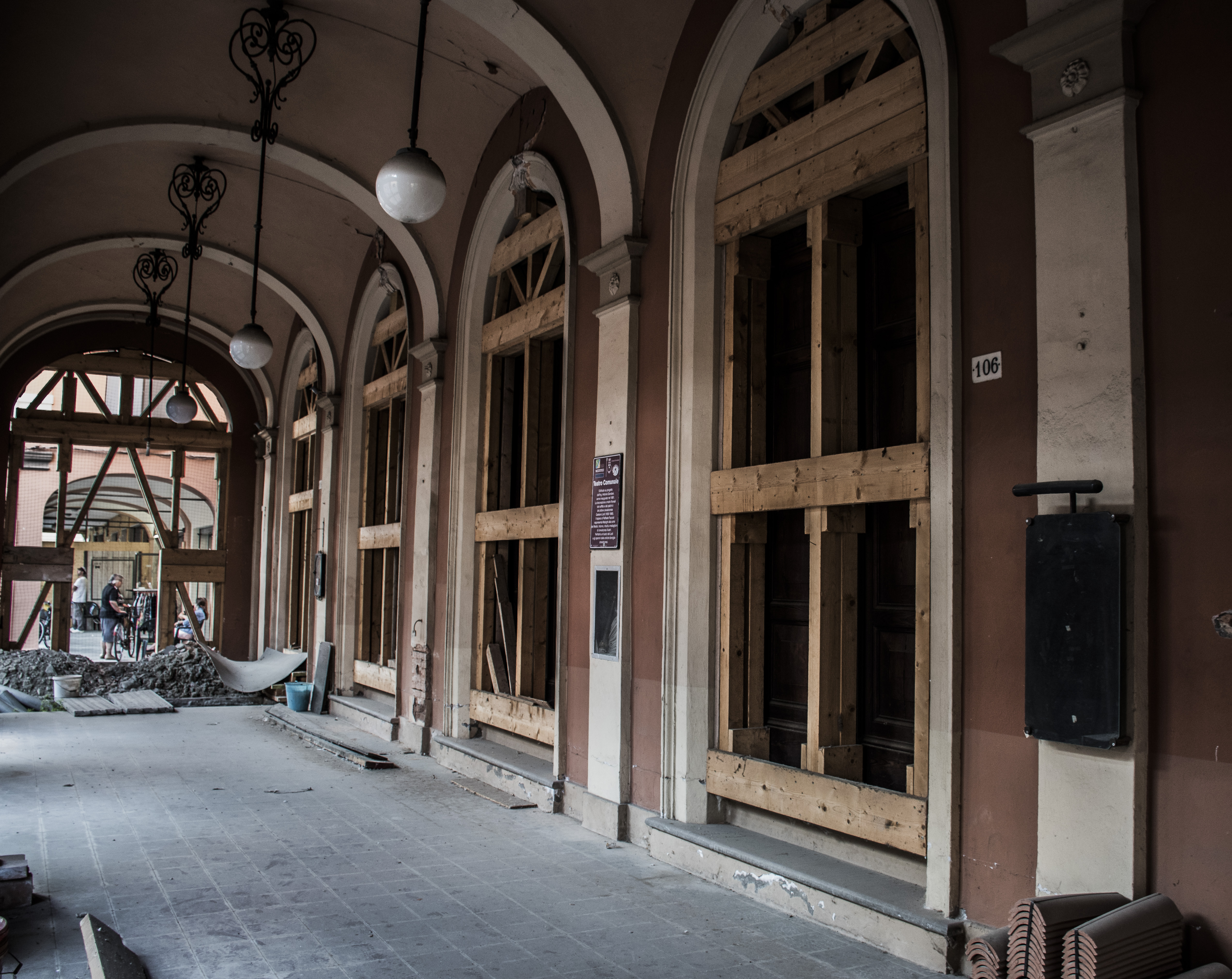
Portico esterno del teatro comunale

Nel 1874, fu scelto il progetto dell'ingegnere Antonio Giordani di Cento, che prevedeva un costo inferiore, incontrando l'unanime soddisfazione dell'amministrazione comunale e dei palchettisti: Giordani aveva infatti concepito una pianta più semplice, con cavea a di ferro di cavallo, aveva ridotto gli ambienti accessori ed eliminato le gallerie sopra i tre ordini di palchetti. Nel 1877 fu chiamato a far parte della commissione per la costruzione del teatro il crevalcorese Gaetano Lodi, al quale fu affidato anche l'incarico della decorazione; abile decoratore, nominato "Ornatista ordinario della R. Casa", avendo lavorato nelle residenze dei Savoia e nel palazzo del kedivè al Cairo godeva di  grande prestigio: gli fu così consentito di apportate modifiche sostanziali al progetto prescelto, tenendo certamente d'occhio l'accantonata ideazione di Fortunato Lodi, e in tal modo fu possibile eliminare l'aspetto modesto del progetto di Giordani.

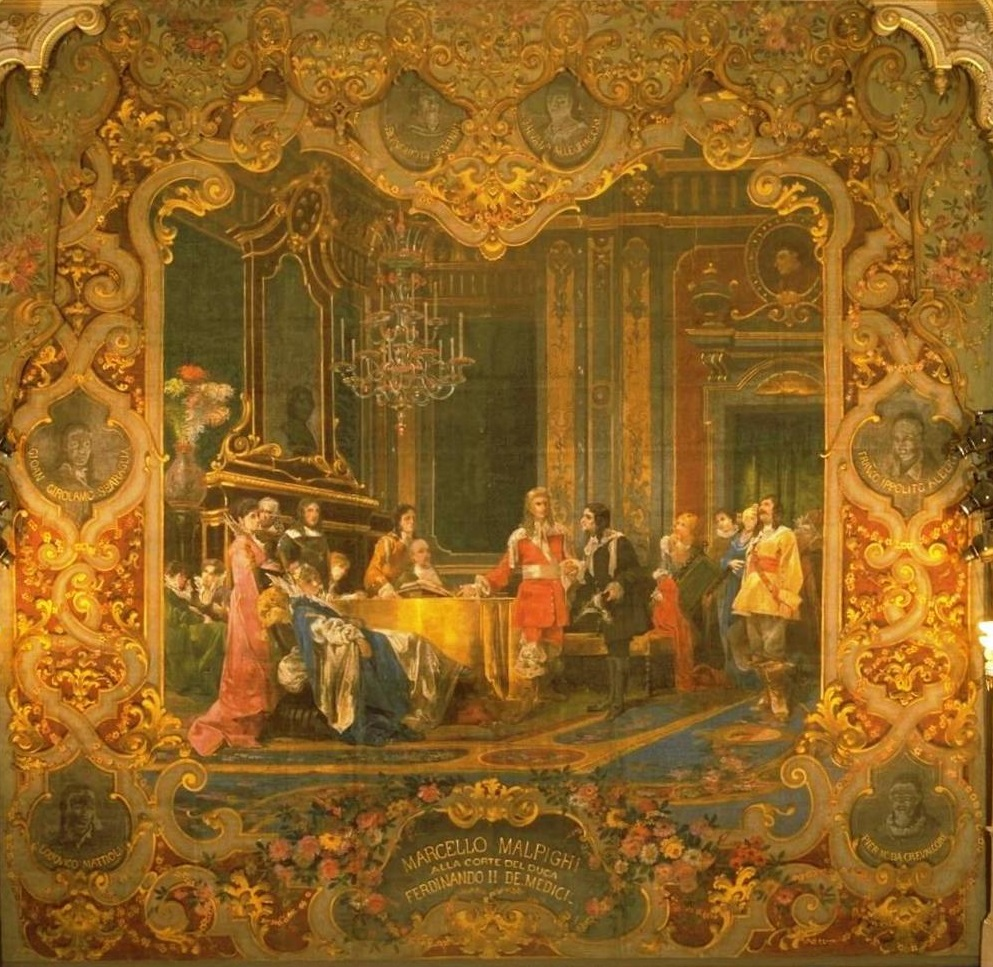
Il sipario realizzato da Raffaele Faccioli, raffigurante Marcello Malpighi alla corte del granduca Ferdinando II di Toscana

Il teatro fu inaugurato il 3 settembre 1881 con Il trovatore di Giuseppe Verdi. Da allora divenne costume far rappresentare, in occasione della fiera di settembre, una o più opere liriche.
Il teatro non fu riservato solo a spettacoli, ma anche adibito a sala per conferenze e solennità civili: infatti, dal 1906, l'amministrazione comunale socialista si rifletté anche sull'uso del teatro, spesso aperto per manifestazioni a sfondo politico e sociale, che provocarono le invettive dei proprietari dei palchi. Durante la seconda guerra mondiale i nazisti trasformarono il teatro in un ospedale da campo. La struttura subì gravi danni e gli arredi furono quasi tutti dispersi.
Nel secondo dopoguerra il teatro ospitò feste danzanti e spettacoli di vario genere; alla fine degli anni 1950 fu chiuso per inagibilità, mentre fin dai primi anni 1960 fu avviata l'opera di risanamento e ripristino dell'edificio che consentì, alcuni anni dopo, la ripresa dell'attività teatrale. 
Negli anni 1990 il teatro necessitò di interventi di adeguamento, introdotti dalle nuove norme di sicurezza sui locali di pubblico spettacolo. Le sale del ridotto, che dal 1967 fino al 2000 hanno ospitano la biblioteca comunale, sono state oggetto di un complesso intervento di recupero diretto dall'architetto Antonella Mantarro. Il restauro fu avviato all'inizio del 2001 e in tre stralci successivi ha interessato il solaio e le pavimentazioni, in questa fase si è trattato sostanzialmente di un intervento di tipo statico; sono stati quindi rifatti gli impianti e solo nella terza ed ultima fase si è proceduto alla pulizia e al restauro delle decorazioni, previo adeguato consolidamento dell'arellato dei soffitti che in più punti mostrava preoccupanti bombature. Il foyer, recuperato e restituito alla pubblica fruizione, è stato inaugurato il 20 marzo 2004.
Il teatro è stato gravemente danneggiato dal terremoto dell'Emilia del 2012: dopo un urgente intervento di messa in sicurezza, è attualmente ancora inagibile in attesa del necessario restauro.

## Architettura

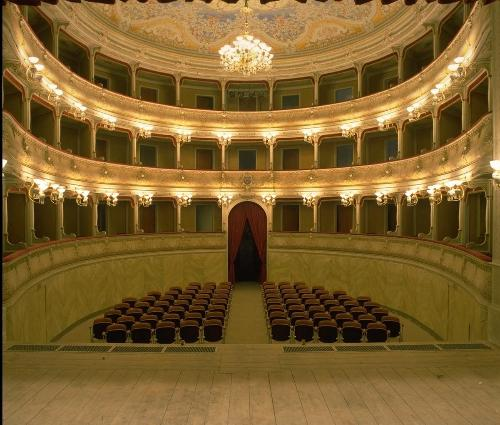
Interno del teatro comunale di Crevalcore

### Facciata esterna
La facciata del teatro presenta un impianto classico, elegante ed equilibrato, costituito in basso da un porticato a quattro archi a tutto sesto, separati da lesene con capitelli corinzi, due pilastri decorati in alto da triglifi chiudono lateralmente la struttura.
Una cornice con modanature a fasce separa il porticato dal primo piano, ove si aprono quattro finestre con arco a tutto sesto e balaustrata, contornate da una cornicetta dentellata. Una cornice ionica aggettante chiude la facciata.

### Interno
Per la decorazione interna, tuttora esistente, il pittore Gaetano Lodi concepì una rutilante composizione floreale in stile orientaleggiante, che a mazzi e a serti invase i palchi, debordò nelle sale del foyer e raggiunse il massimo risultato nel plafond della sala, ottenendo così un assai gradevole effetto d'insieme.
Il sipario, tuttora esistente e in loco, è opera del pittore bolognese Raffaele Faccioli: concepito come un antico arazzo, rappresenta Marcello Malpighi alla corte del granduca Ferdinando II di Toscana. La scena è incorniciata da un ricco ornamento che contiene i ritratti di altri illustri crevalcoresi. Lo stato di conservazione del manufatto non è ottimale in quanto non è ben teso e presenta una lacerazione, pertanto necessita di un intervento.